# Circonscription de Khénifra
La circonscription de Khénifra est la circonscription législative marocaine de la province de Khénifra située en région Béni Mellal-Khénifra. Elle est représentée dans la Xe législature par Lahsen Ait Ichou, Nabil Sabri et Saleh Oughbal.

## Historique des députations
| Législature | Début de mandat  | Fin de mandat    | Députés élus | Députés élus       | Députés élus | Députés élus         | Députés élus | Députés élus          |
| ----------- | ---------------- | ---------------- | ------------ | ------------------ | ------------ | -------------------- | ------------ | --------------------- |
| IXe         | 26 novembre 2011 | 7 octobre 2016   |              | Fouad Hajir (PPS)  |              | Nabil Sabri (USFP)   |              | Lahsen Ait Ichou (MP) |
| Xe          | 8 octobre 2016   | 8 septembre 2021 |              | Saleh Oughbal (PI) |              | Nabil Sabri (USFP)   |              | Lahsen Ait Ichou (MP) |
| XIe         | 9 septembre 2021 | ?                |              | Saleh Oughbal (PI) |              | Mohamed Baddou (RNI) |              | Ibrahim Aaba (MP)     |

## Historique des élections

### Découpage électoral d'octobre 2011

#### Élections de 2016
| Parti       | Parti                                                       | Voix    | %      | Député(s) élus   |  |
| ----------- | ----------------------------------------------------------- | ------- | ------ | ---------------- |  |
|             | Union socialiste des forces populaires (USFP)               | 13 484  | 17,01  | Nabil Sabri      |  |
|             | Mouvement populaire (MP)                                    | 12 200  | 15,39  | Lahsen Ait Ichou |  |
|             | Parti de l'Istiqlal (PI)                                    | 11 640  | 14,68  | Saleh Oughbal    |  |
|             | Parti de la justice et du développement (PJD)               | 11 607  | 14,64  |                  |  |
|             | Parti authenticité et modernité (PAM)                       | 11 037  | 13,92  |                  |  |
|             | Rassemblement national des indépendants (RNI)               | 6 568   | 8,29   |                  |  |
|             | Parti de l'environnement et du développement durable (PEDD) | 4 785   | 6,04   |                  |  |
|             | Parti du progrès et du socialisme (PPS)                     | 2 922   | 3,69   |                  |  |
|             | Fédération de la gauche démocratique (FGD)                  | 2 184   | 2,76   |                  |  |
|             | Mouvement démocratique et social (MDS)                      | 997     | 1,26   |                  |  |
|             | Union constitutionnelle (UC)                                | 864     | 1,09   |                  |  |
|             | Parti Al Ahd Addimocrati (AHD)                              | 529     | 0,67   |                  |  |
|             | Parti de l'unité et de la démocratie (PUD)                  | 296     | 0,37   |                  |  |
|             | Parti de la gauche verte (PGV)                              | 79      | 0,10   |                  |  |
|             | Parti travailliste (PT)                                     | 76      | 0,10   |                  |  |
|             |                                                             |         |        |                  |  |
| Inscrits    | Inscrits                                                    | 174 215 | 100,00 |                  |  |
| Abstentions | Abstentions                                                 | 94 947  | 54,50  |                  |  |
| Exprimés    | Exprimés                                                    | 79 268  | 45,50  |                  |  |

#### Élections de 2021
| Parti       | Parti                                                       | Voix    | %      | Député(s) élus |  |
| ----------- | ----------------------------------------------------------- | ------- | ------ | -------------- |  |
|             | Rassemblement national des indépendants (RNI)               | 32 591  | 29,82  | Mohamed Baddou |  |
|             | Mouvement populaire (MP)                                    | 23 555  | 21,56  | Ibrahim Aaba   |  |
|             | Parti de l'Istiqlal (PI)                                    | 12 941  | 11,84  | Salah Oughbal  |  |
|             | Parti authenticité et modernité (PAM)                       | 12 767  | 11,68  |                |  |
|             | Mouvement démocratique et social (MDS)                      | 7 316   | 6,69   |                |  |
|             | Union constitutionnelle (UC)                                | 6 580   | 6,02   |                |  |
|             | Union socialiste des forces populaires (USFP)               | 6 077   | 5,56   |                |  |
|             | Front des forces démocratiques (FFD)                        | 1 835   | 1,68   |                |  |
|             | Parti du progrès et du socialisme (PPS)                     | 1 681   | 1,54   |                |  |
|             | Parti de la justice et du développement (PJD)               | 1 211   | 1,11   |                |  |
|             | Parti socialiste unifié (PSU)                               | 751     | 0,69   |                |  |
|             | Alliance de la fédération de gauche (AGD)                   | 572     | 0,52   |                |  |
|             | Parti travailliste (PT)                                     | 563     | 0,52   |                |  |
|             | Parti de l'environnement et du développement durable (PEDD) | 365     | 0,33   |                |  |
|             | Parti de l'Espoir (PE)                                      | 257     | 0,24   |                |  |
|             | Parti vert marocain (PVM)                                   | 214     | 0,20   |                |  |
|             |                                                             |         |        |                |  |
| Inscrits    | Inscrits                                                    | 189 913 | 100,00 |                |  |
| Abstentions | Abstentions                                                 | 80 637  | 42,46  |                |  |
| Exprimés    | Exprimés                                                    | 109 276 | 57,54  |                |  |